# Eduard Kainberger
Eduard "Edi" Kainberger (Salzburg, 20 de novembro de 1911 - 7 de março de 1974) foi um futebolista austríaco, medalhista olímpico.

## Carreira
Eduard Kainberger fez parte do elenco medalha de prata, nos Jogos Olímpicos de 1936.